# Donji Kraljevec
Donji Kraljevec är en by med 1 681 invånare (2001) som ligger i regionen Međimurje i nordöstra Kroatien. Byn är kanske mest känd för att vara Rudolf Steiners, grundare av Waldorfpedagogiken och antroposofin, födelseort.

## Galleri

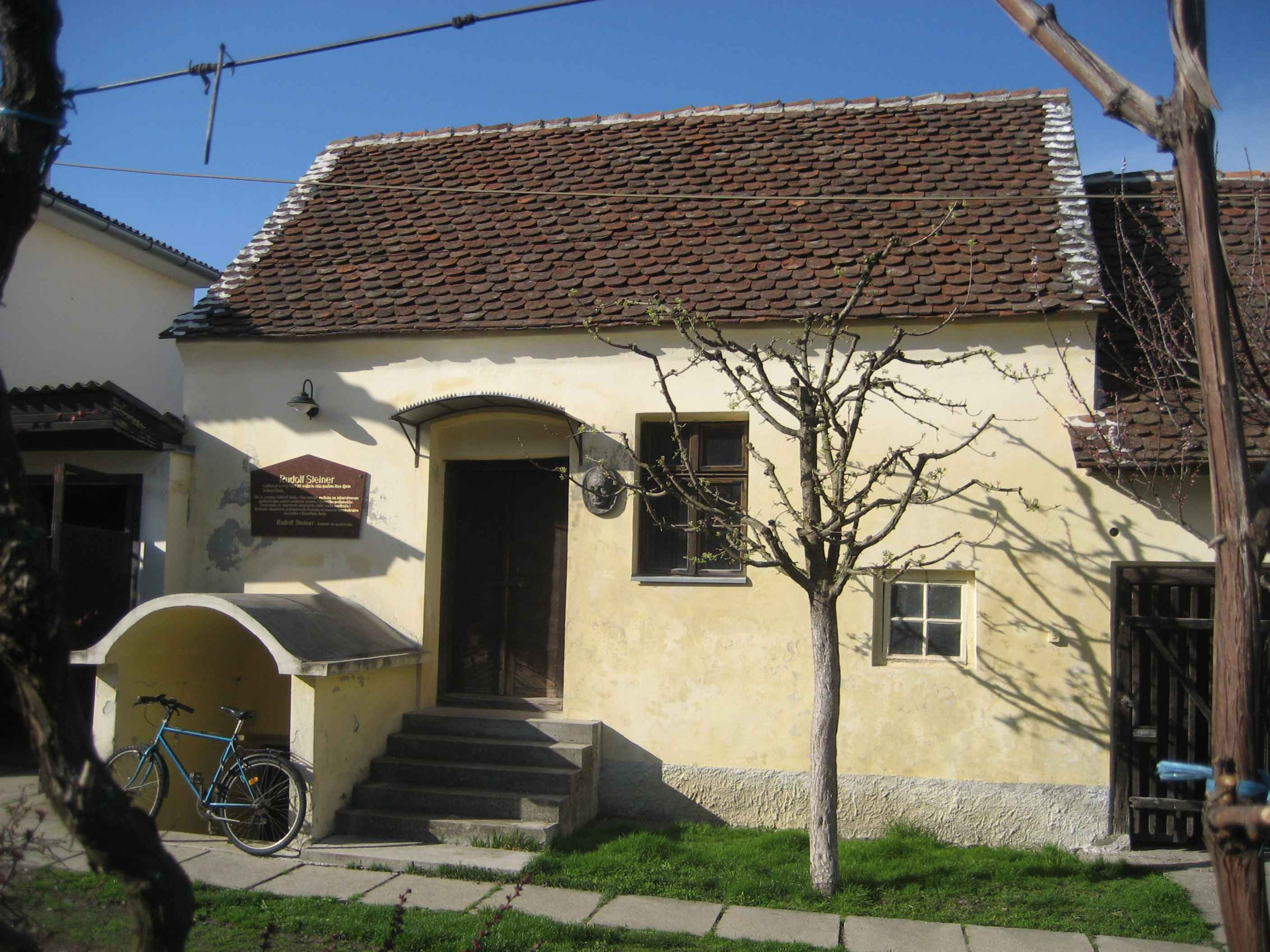
Rudolf Steiners födelsehem i Donji Kraljevec.